# Produit infini de Cantor
En mathématiques, le produit infini de Cantor est un produit infini particulier défini par récurrence permettant d'exprimer tout nombre réel strictement supérieur à 1. Il a été introduit par Georg Cantor en 1869  .

## Énoncé du théorème de décomposition
Tout nombre réel x0 strictement plus grand que 1 s'exprime, de manière unique, sous la forme d'un produit infini de Cantor :
où les {\displaystyle a_{n}} sont des entiers naturels non nuls, vérifiant pour tout naturel n {\displaystyle a_{n+1}\geqslant a_{n}^{2}}, et {\displaystyle a_{n}\geqslant 2} pour n assez grands,.

## Construction du produit
On définit les nombres suivants, où {\displaystyle \left\lfloor x\right\rfloor } représente la partie entière de x :
{\displaystyle a_{0}=\left\lfloor {\frac {x_{0}}{x_{0}-1}}\right\rfloor ,\ x_{1}={\frac {x_{0}}{1+{\frac {1}{a_{0}}}}}}.
De {\displaystyle a_{0}+1>{\frac {x_{0}}{x_{0}-1}}} on déduit aisément que x1 > 1. On peut donc itérer le principe précédent et obtenir :
{\displaystyle a_{n}=\left\lfloor {\frac {x_{n}}{x_{n}-1}}\right\rfloor ,\ x_{n+1}={\frac {x_{n}}{1+{\frac {1}{a_{n}}}}}}.

## Caractérisation des nombres rationnels[2],[3].
Théorème — {\displaystyle x_{0}} est un nombre rationnel si et seulement si {\displaystyle a_{n+1}=a_{n}^{2}} à partir d'un certain rang.

## Exemples
- Pour tout entier {\displaystyle a\geqslant 2}, {\displaystyle {\frac {a}{a-1}}=\prod _{n=0}^{\infty }{\left(1+{\frac {1}{a^{2^{n}}}}\right)}} ; la suite {\displaystyle (a_{n})=(a^{2^{n}})} vérifie bien {\displaystyle a_{n+1}=a_{n}^{2}}.
- {\displaystyle {\sqrt {2}}=\prod _{n=0}^{\infty }{\left(1+{\frac {1}{a_{n}}}\right)}=\left(1+{\frac {1}{3}}\right)\left(1+{\frac {1}{17}}\right)\left(1+{\frac {1}{577}}\right)\cdots }, avec {\displaystyle a_{0}=3} et {\displaystyle a_{n+1}=2a_{n}^{2}-1} , voir la suite A001601 de l'OEIS.

D'après le théorème précédent, on voit donc que √2 est un nombre irrationnel (même s'il y a beaucoup plus simple pour le démontrer),.
- Plus généralement, Pour tout entier {\displaystyle a\geqslant 2},  {\displaystyle {\sqrt {\frac {a+1}{a-1}}}=\prod _{n=0}^{\infty }{\left(1+{\frac {1}{a_{n}}}\right)}}, avec {\displaystyle a_{0}=a} et {\displaystyle a_{n+1}=2a_{n}^{2}-1} [2],[3].

L'intérêt premier du développement en produit de Cantor est la rapidité de convergence de l'algorithme, ce qui en fait un candidat intéressant pour une implémentation sur calculatrice.